# 343e division d'infanterie
La  343e division d'Infanterie (en allemand : 343. Infanterie-Division ou 343. ID) est une des divisions d'infanterie de l'armée allemande (Wehrmacht) durant la Seconde Guerre mondiale.

## Historique
La 343. Infanterie-division est formée le 1er octobre 1942 sur le Truppenübungsplatz (terrain de manœuvre) de Grafenwöhr dans le Wehrkreis XIII.
En novembre 1942, elle est envoyée en France en Bretagne dans la région de Brest comme force d'occupation et de défenses côtières.
Elle se retrouve encerclée par les forces américaines à Brest à partir du mois août 1944 et se replie dans la presqu'île de Crozon.
La division est détruite le 19 septembre 1944 avec la chute de la forteresse de Brest et officiellement dissoute le 29 septembre 1944.

## Commandement
| Début             | fin               | Grade           | Commandant          |
| ----------------- | ----------------- | --------------- | ------------------- |
| 28 septembre 1942 | 25 août 1943      | Generalleutnant | Friedrich Zickwolff |
| 25 août 1943      | 1er février 1944  | Generalmajor    | Hermann Kruse       |
| 1er février 1944  | 18 septembre 1944 | Generalleutnant | Erwin Rauch         |

## Organisation
| Date     | Armeekorps | Armee    | Heeresgruppe | Position |
| -------- | ---------- | -------- | ------------ | -------- |
| 1942     |            |          |              |          |
| Novembre | XXV        | 7. Armee | D            | Bretagne |
| Décembre | LXXXVII    | 7. Armee | D            | Bretagne |
| 1943     |            |          |              |          |
| Janvier  | LXXXVII    | 7. Armee | D            | Bretagne |
| Août     | XXV        | 7. Armee | D            | Bretagne |
| 1944     |            |          |              |          |
| Janvier  | XXV        | 7. Armee | D            | Bretagne |
| Mai      | XXV        | 7. Armee | B            | Bretagne |
| Août     | XXV        | 7. Armee | B            | Bretagne |

## Zone d'opérations
- Allemagne : Septembre 1942 - Novembre 1942
- France : Novembre 1942 - Septembre 1944

## Ordre de bataille
- Festungs-Grenadier-Regiment 851
- Festungs-Grenadier-Regiment 852
- Festungs-Grenadier-Regiment 898[2]
- Artillerie-Regiment 343
- Pionier-Bataillon 343
- Nachrichten-Abteilung 343
- Versorgungseinheiten 343